# Roth (Donau)
 For alternative betydninger, se Roth. (Se også artikler, som begynder med Roth)
Roth er en flod i Bayern, Tyskland med en længde på omkring 55 km. Den kommenr fra syd som biflod fra  højre til Donau. Roth løber mellem de parallelle Donau-bifloder Iller mod vest og Günz og Biber mod øst. Alle de nævnte floder løber fra syd mod nord. Ved Roth ligger 21 vandmøller, hvoraf de fleste dog er nedlagt.

## Navnet
Navnet Roth stammer fra flodens rødlige farve, som skyldes det relativt høje jernindhold. Især kildeområdet, som i øvrigt hedder Eisenburg, er meget jernholdigt.

## Flodens løb
Roth har sit udspring i Otterwald, et skovområde nord for Eisenburg. Derfra løber den næsten udelukkende mod nord. Dermed løber den gennem moserne mellem Kellmünz- og  Klosterbeurer Wald og Obenhauser Ried vest for Buch. I Obenhauser Ried løber den sammen med Kleinen Roth (kaldes også Westliche Roth), der sammen med mange grøfter afvander moserne. Derfra fortsætter den mod Weißenhorn og deler sig derefter kort i to. Videre mod nord udmunder Roth, efter at være løbet gennem  Auwaldes, i Donau ved Nersingen.

## Byer og landsbyer langs Roth
Blandt byer og landsbyer langs Roth er:
| - Eisenburg - Niederrieden - Boos - Oberroth - Unterroth | - Obenhausen (Buch) - Weißenhorn - Pfaffenhofen an der Roth - Nersingen |

## Bifloder
Guigengraben, Heilbach, Kleine Roth
48°26′39″N 10°09′17″Ø / 48.4443°N 10.1547°Ø